# Liberty (Kansas)
Liberty es una ciudad ubicada en el condado de Montgomery en el estado estadounidense de Kansas. En el año 2010 tenía una población de 123 habitantes y una densidad poblacional de 175,71 personas por km². Se encuentra al sureste del estado, cerca de la frontera con Oklahoma.

## Geografía
Liberty se encuentra ubicada en las coordenadas 37°9′22″N 95°35′53″O / 37.15611, -95.59806 (37.156211, -95.598001).

## Demografía
Según la Oficina del Censo en 2000 los ingresos medios por hogar en la localidad eran de $23,750 y los ingresos medios por familia eran $32,500. Los hombres tenían unos ingresos medios de $26,667 frente a los $19,375 para las mujeres. La renta per cápita para la localidad era de $14,917. Alrededor del 13.5% de la población estaban por debajo del umbral de pobreza.